# Палађина (Фиренца)
Палађина је насеље у Италији у округу Фиренца, региону Тоскана.
Према процени из 2011. у насељу је живело 70 становника. Насеље се налази на надморској висини од 16 м.